# Herr des Schwertes
Herr des Schwertes von Klee Spiele ist die deutsche Version des englischen Brettspiels Advanced HeroQuest, das 1989 erschien und von Games Workshop entwickelt wurde. Bei dem Spiel handelt es sich um eine modulare Weiterentwicklung von HeroQuest. Es erschien in verschiedenen Sprachen in Europa und Australien. Eine vereinfachte Variante bildete das 1991 erschienene Spiel Mighty Warriors, welches ein Ableger zu Herr des Schwertes darstellt. In der Deutschen Ausgabe wurde das Kapitel, in dem erklärt wird, wie man die Komponenten von HeroQuest mit Herr des Schwertes verbinden kann, aus urheberrechtlichen Gründen entfernt. Nach der Erweiterung The Terror in the Dark wurde Herr des Schwertes 1991 eingestellt.

## Beschreibung
Das ursprüngliche HeroQuest war ein Abenteuer-Brettspiel, das 1989 von Milton Bradley in Zusammenarbeit mit dem britischen Unternehmen Games Workshop entwickelt wurde. Später im selben Jahr veröffentlichte Games Workshop mit Herr des Schwertes ein ähnliches, aber komplexeres Spiel. Zu den Änderungen gegenüber HeroQuest gehören komplexere und RPG-ähnliche Regeln, ein modulares Spielbrett und die Verwendung von Gefolgsleuten. Bei den enthaltenen Quests müssen die Helden ein von Skaven verseuchtes Verlies betreten, um ein magisches Artefakt zu bergen. Die einzigen Monster, die als Miniaturen enthalten sind, sind die Rattenmenschen, welche als Skaven bekannt sind. Es werden jedoch Statistiken für alle Monster angegeben, die im HeroQuest-Spiel vorkommen, und es ist möglich, einigen oder allen von ihnen über die Zufallstabellen zu begegnen.

## Inhalt
Die Box enthält:
- Ein 64-seitiges Regelbuch mit einer Einführungs Quest.
- 42 Plastikminiaturen und Türen (25 mm).
- 78 Spielmarken und ineinander greifende Raum- und Gangabschnitte, die zu einem modularen Spielbrett kombiniert werden können.

## Spielablauf
Das Spiel verwendet zwei 12-seitige Würfel für die Ermittlung von Fähigkeiten und Kämpfen. Auch das Spielbrett wird zufällig durch das Würfeln auf Tabellen erstellt. Nur der Aufbau der letzten Ebenen ist im Spielbuch schon vorgegeben. Sowohl Helden als auch Monster werden durch Waffenfertigkeit, Bogenfertigkeit, Stärke, Konstitution, Lebenskraft, Geschwindigkeit, Intelligenz und Mut definiert.
Im Nahkampf muss eine Vorgegebene Zahl gewürfelt werden, welche sich aus der Differenz zwischen der Waffenfertigkeit des Ziels und der des Spielers ergibt; im Fernkampf wird die Vorgabe durch die Entfernung des Ziels und die Bogenfertigkeit des Charakters bestimmt. In beiden Fällen wirft der Angreifer, wenn er die Vorgaben erreicht hat, eine Anzahl von Würfeln, die von der Stärke und der verwendeten Waffe abhängt. Die Anzahl der Würfel, welche die Konstitution des Gegners übersteigt, ergibt die Anzahl des zugefügten Schadens.

## Erweiterungen
- 1991: Terror in the Dark[1]
- 1991: Paint Set[2]

Die Erweiterung Terror In The Dark wurde 1991 veröffentlicht und fügte neue Monster, Schätze und Zaubersprüche hinzu. In der enthaltenen Quest mussten die Helden gegen den Lichemaster antreten, einen mächtigen Nekromanten. In Deutschland ist die Erweiterung nie erschienen.
Entgegen der weit verbreiteten Annahme trat der Lichemaster nicht im ursprünglichen HeroQuest-Spiel auf. Stattdessen basiert dieser Charakter lose auf Heinrich Kemmler, einem Nekromanten aus der Warhammer Fantasy Battle-Kampagne ‚Lichemaster‘.
Das Paint Set – produziert von Citadel Miniatures/Games Workshop ist im Jahr 1991 als Erweiterung für Herr des Schwertes erschienen. Es enthielt: 18 Figuren aus Plastik: 6 „Fantasy Fighters“ mit alternativen Köpfen und Waffen (Waldelf, Dunkelelf, Ork, Goblin, Skave, Chaos Zwerg). 4 Heldenfiguren (Krieger, Zauberer, Elf, Zwerg). 8 Skelett-Figuren. 13 Schilde. 18 Plastikbase für alle Figuren. 1 Bemalungsanleitung von Citadel Miniatures. Ein Informationsblatt mit Regeln zur Verwendung der zusätzlichen Figuren in Herr des Schwertes. 9 Citadel-Farben: Schwarz, Weiß, Rot, Blau, Grün, Gelb, Bronzed Flesh, Braun, Silber. 1 Citadel-Farbpinsel. Auch diese Erweiterung ist nie in Deutschland erschienen.

### White-Dwarf-Ausgaben mit Inhalten fürHerr des Schwertes
Begleitend zu Herr des Schwertes produzierte Games Workshop eine Reihe von Artikeln in ihrem Magazin White Dwarf, welche dem Spiel neue Regeln und Quests hinzufügten. Diese sind nur in englischer Sprache erschienen.
- WD 121: The Quest for Sonneklinge – Eine neue Quest.
- WD 122: The Priests of Pleasure – Eine neue Quest.
- WD 125: The Dark Beneath the World – Eine neue Quest.
- WD 134: The Trollslayer's Oath – Eine neue Quest.
- WD 138: Henchmen – Neue Regeln
- WD 139: Treasure – Neue Regeln
- WD 145: The Eyes of Chaos – Eine neue Quest.
- WD 150: The Changing Faces of Tzeentch – Eine neue Quest.
- WD 159: Rivers of Blood – Eine neue Quest.